# Košarkaška liga Srbije 2023-2024
La Košarkaška liga Srbije 2023-2024 è la 18ª edizione del massimo campionato serbo di pallacanestro maschile.

## Stagione

### Formula
La stagione regolare vede la partecipazione di 16 squadre affrontarsi in 30 gare tra andata e ritorno. Al termine della fase regolare, le due squadre partecipanti alla ABA Liga (Košarkaški klub Borac Čačak e Košarkaški klub FMP Beograd) più le due squadre meglio classificate nella stagione regolare, si affrontano nella seconda fase denominata Super League, con un partite di semifinali e finale al meglio delle tre gare. La fase finale per il titolo viene giocata ai play-off tra la vincitrice del turno precedente e le rimanenti squadre partecipanti alla ABA Liga (Košarkaški klub Crvena zvezda, Košarkaški klub Partizan  e Košarkaški klub Mega Basket).

## Stagione regolare

### Classifica
|  | Pos. | Squadra               | Pt | G  | V  | P  | PtF  | PtS  |
|  | ---- | --------------------- | -- | -- | -- | -- | ---- | ---- |
|  | 1.   | Vojvodina Novi Sad    | 56 | 30 | 26 | 4  | 2581 | 2325 |
|  | 2.   | Spartak Office Shoes  | 54 | 30 | 24 | 6  | 2644 | 2263 |
|  | 3.   | Zlatibor Gold Gondola | 53 | 30 | 23 | 7  | 2594 | 2472 |
|  | 4.   | Vršac                 | 52 | 30 | 22 | 8  | 2711 | 2517 |
|  | 5.   | Sloboda Užice         | 47 | 30 | 17 | 13 | 2600 | 2484 |
|  | 6.   | Joker                 | 46 | 30 | 16 | 14 | 2617 | 2561 |
|  | 7.   | Radnički              | 46 | 30 | 16 | 14 | 2373 | 2398 |
|  | 8.   | Čačak 94 Quantox      | 46 | 30 | 16 | 14 | 2436 | 2311 |
|  | 9.   | Dynamic Beograd       | 43 | 30 | 13 | 17 | 2409 | 2448 |
|  | 10.  | Metalac               | 42 | 30 | 12 | 18 | 2560 | 2679 |
|  | 11.  | OKK Beograd           | 42 | 30 | 12 | 18 | 2610 | 2735 |
|  | 12.  | Sloga                 | 41 | 30 | 11 | 19 | 2449 | 2545 |
|  | 13.  | Mladost MaxBet        | 40 | 30 | 10 | 20 | 2434 | 2541 |
|  | 14.  | Tamiš Pančevo         | 40 | 30 | 10 | 20 | 2391 | 2567 |
|  | 15.  | Novi Pazar            | 37 | 30 | 7  | 23 | 2408 | 2647 |
|  | 16.  | Zdravlje Leskovac     | 35 | 30 | 5  | 25 | 2433 | 2757 |

Legenda:
      Qualificazione in Super League e ABA 2 Liga.
      Qualificazione in Super League.
      Retrocessa in Liga Srbije B .
Regolamento:
Due punti a vittoria, uno a sconfitta.
In caso di arrivo a pari punti, contano gli scontri diretti e la classifica avulsa.
Note:

## Super League

### Tabellone
|  | Primo turno        | Primo turno        | Primo turno        | Primo turno | Primo turno |  |  | Secondo turno | Secondo turno | Secondo turno | Secondo turno | Secondo turno |  |
|  |                    |                    |                    |             |             |  |  |               |               |               |               |               |  |
|  | Borac Čačak        | Borac Čačak        | Borac Čačak        | 95          | 95          |  |  |               |               |               |               |               |  |
|  | Spartak Subotica   | Spartak Subotica   | Spartak Subotica   | 92          | 70          |  |  | Borac Čačak   | Borac Čačak   | Borac Čačak   | 87            | 90            |  |
|  | FMP Belgrado       | FMP Belgrado       | FMP Belgrado       | 77          | 93          |  |  | FMP Belgrado  | FMP Belgrado  | FMP Belgrado  | 90            | 111           |  |
|  | Vojvodina Novi Sad | Vojvodina Novi Sad | Vojvodina Novi Sad | 68          | 65          |  |  |               |               |               |               |               |  |

### Super League Final Four
|  | Semifinali    | Semifinali    | Semifinali   | Semifinali | Semifinali |  |  | Finale       | Finale       | Finale       | Finale | Finale |  |
|  |               |               |              |            |            |  |  |              |              |              |        |        |  |
|  | Stella Rossa  | Stella Rossa  | Stella Rossa | 97         | 98         |  |  |              |              |              |        |        |  |
|  | FMP Belgrado  | FMP Belgrado  | FMP Belgrado | 87         | 75         |  |  | Stella Rossa | Stella Rossa | Stella Rossa | 89     | 20     |  |
|  | Partizan      | Partizan      | 82           | 88         | 96         |  |  | Partizan     | Partizan     | Partizan     | 88     | 0      |  |
|  | Mega Belgrado | Mega Belgrado | 72           | 92         | 68         |  |  |              |              |              |        |        |  |